# فردا آسمان از آن توست
 فردا آسمان از آن توست (آلمانی: Morgen gehört der Himmel dir) فیلمی در ژانر درام است که در سال ۱۹۹۹ منتشر شد. فیلم، دربارهٔ پسری سرطانی به نام فرانک است که پرستارش، آننه می خواهد آخرین آرزوی او را پیش از مرگش محقق سازد...
فیلم فردا آسمان از آن توست، چندین بار از شبکه های مختلف سیمای جمهوری اسلامی ایران پخش شده است.

## داستان
این فیلم داستان زنی را روایت می کند که پس از جابجایی از شهری به شهری دیگر، در پی یافتن شغلی می گردد. به همین منظور به چند بیمارستان سر می زند تا به عنوان پرستار استخدام شود. اما به او اطلاع می دهند که در بخش عمومی جای خالی ندارند و او برای کار فقط باید در بخش نگهداری کودکان سرطانی مشغول شود. شروع به کار در این بخش روحیه زن را به کلی تغییر می دهد و او را با فضاهای ذهنی کاملاً" متفاوتی آشنا می سازد.

## دیالوگ معروف
معروفیت این فیلم در ایران، بیشتر به خاطر دیالوگ پایانی فرانک است، که در واقع متن نامه ای است که او برای آننه نوشته است:
 " به آسمان نگاه کن. فردا آسمان از آن من است. من تنهایی ام را با آسمان تقسیم کرده ام و آسمان رنگ آبی خود را به من داد. آرزوهای من هر چند کوچک اما در آسمان بر آورده می شود. چون آسمان آبی است. و اگر آسمان آبی نباشد رویاهایم ان را آبی خواهد کرد. آسمان در چشمان تو صاف و روشن است. چون برق نگاه تو مثل آسمان آبی است. من آخرین بار آسمان را در چشمان تو دیدم. اگر خواستی فردا مرا ببینی به آسمان نگاه کن من آنجا هستم. فردا آسمان از آن من است. "